# Synegiodes
Synegiodes is een geslacht van vlinders van de familie spanners (Geometridae), uit de onderfamilie Sterrhinae.

## Soorten
- S. brunnearia Leech, 1897
- S. diffusifascia Swinhoe, 1892
- S. histrionaria Swinhoe, 1892
- S. hyriaria Walker, 1866
- S. obliquifascia Prout, 1918
- S. sanguinaria Moore, 1867